# Bangued
Bangued is een gemeente in de Filipijnse provincie Abra op het eiland Luzon. De gemeente is tevens de hoofdstad van deze provincie. Bij de laatste census in 2007 had de gemeente ruim 46 duizend inwoners.

## Geografie

### Bestuurlijke indeling
Bangued is onderverdeeld in de volgende 31 barangays:
| - Agtangao - Angad - Bangbangar - Bañacao - Cabuloan - Calaba - Cosili East - Cosili West - Dangdangla - Lingtan - Lipcan | - Lubong - Macarcarmay - Macray - Malita - Maoay - Palao - Patucannay - Sagap - San Antonio - Santa Rosa | - Sao-atan - Sappaac - Tablac - Zone 1 Pob. - Zone 2 Pob. - Zone 3 Pob. - Zone 4 Pob. - Zone 5 Pob. - Zone 6 Pob. - Zone 7 Pob. |

## Demografie
Bangued had bij de census van 2007 een inwoneraantal van 46.179 mensen. Dit zijn 7.214 mensen (18,5%) meer dan bij de vorige census van 2000. De gemiddelde jaarlijkse groei komt daarmee uit op 2,37%, hetgeen hoger is dan het landelijk jaarlijks gemiddelde over deze periode (2,04%). Vergeleken met de census van 1995 is het aantal mensen met 10.729 (30,3%) toegenomen.

De bevolkingsdichtheid van Bangued was ten tijde van de laatste census, met 46.179 inwoners op 105,7 km², 436,9 mensen per km².

## Geboren in Bangued
- Ignacio Villamor (1 februari 1863), advocaat, rechter, bestuurder (overleden 1933);
- Juan Villamor (23 november 1864), politicus (overleden ?);
- Blas Villamor (16 april 1870), politicus (overleden ?);
- Julio Borbon (19 juli 1879), politicus (overleden ?);
- Quintin Paredes (9 september 1884), advocaat en politicus (overleden 1973);
- Mike Bigornia (16 mei 1950), dichter, publicist en vertaler (overleden 2001);
- Lucas Bersamin (18 oktober 1949), opperrechter van het Hooggerechtshof van de Filipijnen en kabinetslid.